# Max Dendermonde
Max Dendermonde, pseudoniem van Hendrik Hazelhoff (Winschoten, 17 juni 1919 – Sarasota (Florida), 24 maart 2004), was een Nederlandse schrijver.

## Jeugd
Hendrik Hazelhoff werd geboren te Winschoten. Na HBS en Mulo (in deze volgorde) en werk bij een kledingbedrijf behaalde hij de onderwijzersacte; hij heeft echter nooit voor de klas gestaan. Al in zijn schooltijd was hij verslaggever bij het Groninger Dagblad, waarvoor hij reizen maakte als straatmuzikant. Verder was hij nog een tijdlang in de boekhandel werkzaam.

## Pseudoniem
Hij had een naamgenoot die schrijver was, namelijk Erik Hazelhoff Roelfzema. Zelf koos hij een pseudoniem; 'Dendermonde' ontleende hij aan de Belgische plaatsnaam die in zijn ogen verwees naar denderen over le monde. Daarin herkende hij zichzelf. 'Ik ben altijd een zwerver geweest' zei hij eens.

## Broodschrijver
Max Dendermonde wordt wel een veelschrijver genoemd. Naast zijn journalistieke werk schreef hij ook gedenkboeken voor bedrijven. Meer dan vijftig bedrijfsgeschiedenissen heeft hij op zijn naam staan.
Voor het aardappelmeelconcern Avebe schreef hij Hoe wij het rooiden (1979). De kennis die hij daarbij opdeed, verwerkte hij in verhalen en romans.
Tevens schreef hij fictie in opdracht, bijvoorbeeld sonnetten op verzoek van de provincie Groningen of de novelles De stilte van Koekange (1989) en Een roerige bruiloft op Adrillen (1992).

## Amerika
In 1979 emigreerde hij naar Florida. Hij kwam slechts tijdelijk terug naar Nederland telkens wanneer dat nodig bleek voor zijn werk.  'Overal ruimte om eindeloos te zwerven, om van identiteit te veranderen' .
Max Dendermonde is op 84-jarige leeftijd in zijn slaap in zijn woonplaats Sarasota in Florida overleden.